# Armée française en 1940

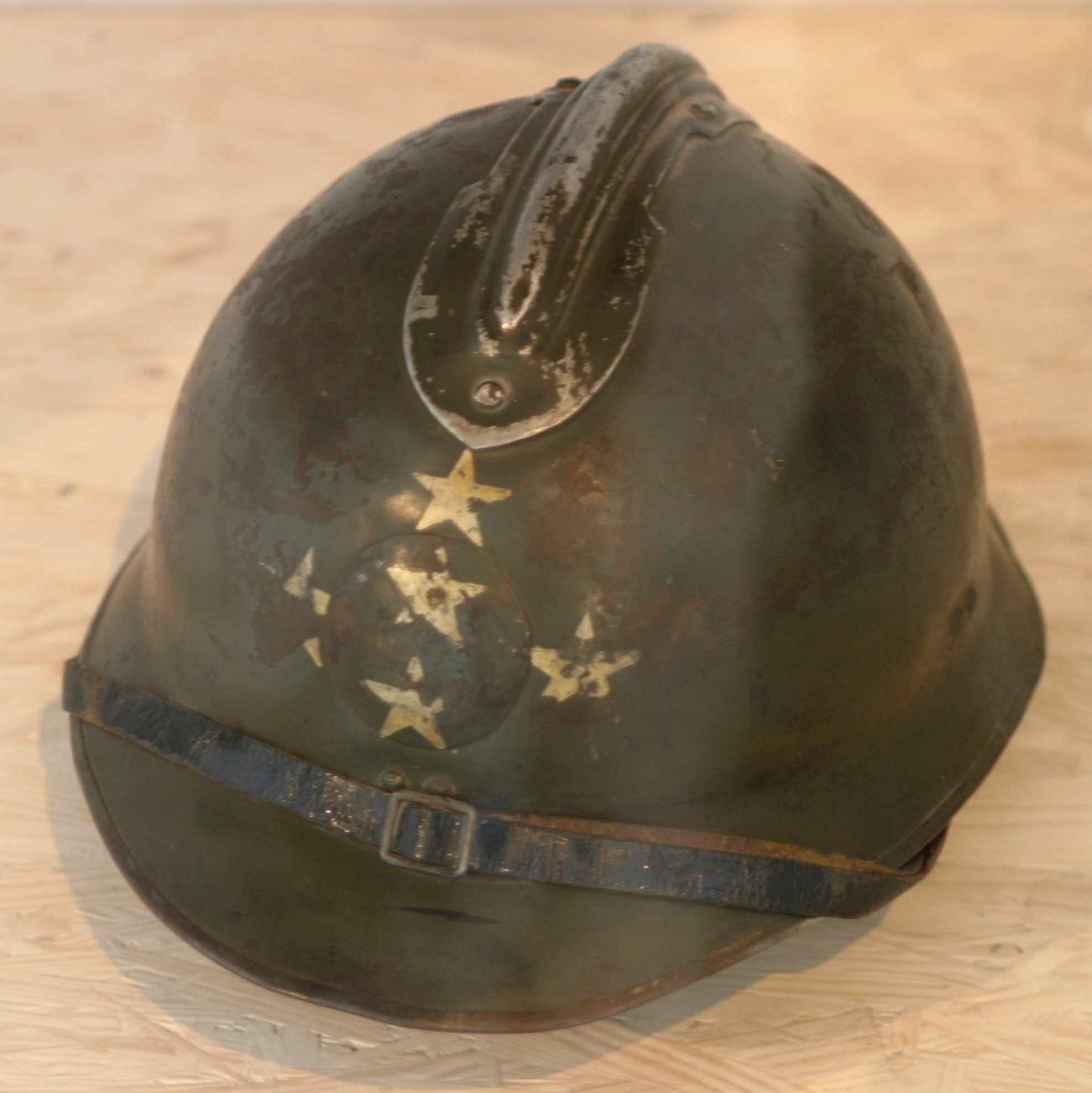
Casque de général d'armée français.

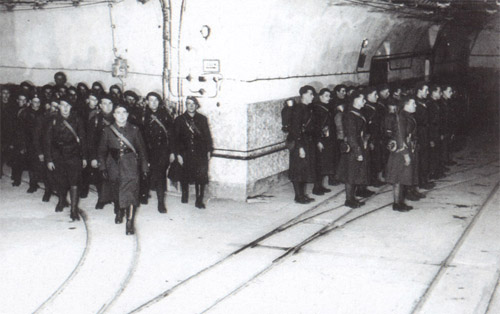
Relève dans un gros ouvrage de la ligne Maginot en 1939.

Au lendemain de l'armistice de la Première Guerre mondiale en 1918, l'Armée française  est considérée comme la meilleure armée du monde.
L’armée de terre française, en temps de paix, compte début 1939 vingt divisions d’infanterie métropolitaines, cinq divisions de cavalerie dont deux mécanisées et huit divisions d’infanterie coloniales ou nord-africaines, ainsi que des troupes de souveraineté dans son empire colonial.
Après la mobilisation française de 1939 due à la déclaration de guerre contre l'Allemagne, au début de la Seconde Guerre mondiale, les quatre armées (Armée de terre, Marine nationale, Armée de l'air et Gendarmerie) comptent cinq millions d'hommes dans leurs rangs, encadrés par 120 000 officiers.
L'armée de terre française déploie le 9 mai 1940, de la frontière suisse à la mer du Nord, 2 240 000 combattants groupés en 86 divisions. Il faut rajouter les 5 divisions de l'armée des Alpes, face à l'Italie, et les 600 000 hommes dispersés dans l'empire colonial français. La principale ligne de fortification est la ligne Maginot.
Le général Gamelin est le commandant en chef de l'armée française (il est remplacé par le général Weygand le 19 mai 1940). Au déclenchement de la bataille de France, le 10 mai 1940, le territoire métropolitain est composé de deux théâtres d’opérations : le théâtre d’opérations du nord–est, le plus important, de la mer du Nord au Jura, commandé par le général Georges et le théâtre d’opérations du sud–est (Alpes), du Jura à la Corse, commandé par le général Olry. L’armée française dispose à cette date sur le front du nord-est de trois groupes d’armées, de huit armées (une armée de plus est en réserve face à la Suisse), de vingt-six corps d’armée et de cavalerie (deux corps de plus sont en réserve), de quatre-vingt-quatorze divisions
(dont dix-neuf sont en réserve) et de quatre brigades de cavalerie et de spahis. 
L'organigramme de l'armée de terre dans les différents théâtres d’opération le 10 mai 1940 ainsi que les différents types d'unité et leur équipement sont présentés ci dessous.

## Réserves duGrand Quartier général(GQG)
- 10e armée (général Altmayer), unité formée le 30 mai 1940.

- 21e corps d'armée (général de corps d'armée Flavigny)

- 23e corps d'armée (général de division Germain)

- - 1er groupement cuirassé (général de division Keller)

2e division cuirassée (2ème DCR) (général de brigade Bruché)
- 2e demi-brigade de chars lourds
  - 8e bataillon de chars de combat
  - 15e bataillon de chars de combat

- 4e demi-brigade de chars légers
  - 14e bataillon de chars de combat
  - 27e bataillon de chars de combat

3e division cuirassée (3ème DCR) (général Brocard)
- 5e demi-brigade de chars lourds
  - 41e bataillon de chars de combat
  - 49e bataillon de chars de combat

- 7e demi-brigade de chars légers
  - 42e bataillon de chars de combat
  - 45e bataillon de chars de combat

2e division d'infanterie polonaise (général Prugar-Ketling)
- Infanterie :
  - 4e régiment d'infanterie polonais (pl)
  - 5e régiment d'infanterie polonais (pl)
  - 6e régiment d'infanterie polonais (pl)

- Cavalerie :
  - 2e groupe de reconnaissance de division d'infanterie polonais (2e escadron de reconnaissance de Vilnius (pl))

- Artillerie :
  - 2e régiment d'artillerie polonais (pl)
    - Batterie divisionnaire antichar hippomobile (10e/2e RAP)

  - 202e régiment d'artillerie lourde polonais (pl)

## Groupes d'armées du théâtre d'opérations du nord-est (généralGeorges)
Le théâtre d’opération nord-est (TONE) qui s'étend de la mer du Nord au Jura, sur la frontière avec la Belgique, le Luxembourg et l'Allemagne, est commandé par le  général Georges. Trois groupes d'armées (GA1, GA2 et GA3) créés en septembre 1939, commandés respectivement par les généraux Billotte, Prételat et Besson, couvrent ce front. Un quatrième groupe d'armées, formé en mai 1940, entre en ligne le 6 juin, commandé par le général Huntziger.

### Groupe d'armées 1(général Billotte puis généralBlanchard)

#### 1rearmée(général Blanchard)

##### Unités directement subordonnées à l'armée
32e division d'infanterie (32e DI)
Infanterie
- 7e Régiment d'Infanterie
- 122e Régiment d'Infanterie
- 143e Régiment d'Infanterie

Artillerie
- 3e Régiment d'Artillerie Divisionnaire
- 203e Régiment d'Artillerie Lourde Divisionnaire

Cavalerie
- 38e Groupe de Reconnaissance de Division d'Infanterie

1re division cuirassée (1re DCR) (général de brigade Bruneau)
Chars :
- 1re demi-brigade de chars lourds

28e bataillon de chars de combat
37e bataillon de chars de combat
- 3e demi-brigade de chars légers

25e bataillon de chars de combat
26e bataillon de chars de combat
Artillerie :
305e Régiment d'artillerie à tracteurs tous terrains
̈Secteur fortifié de l'Escaut
54e Régiment d'infanterie de forteresse
1er groupe du 161e Régiment d'artillerie de position

##### 5e corps d'armée

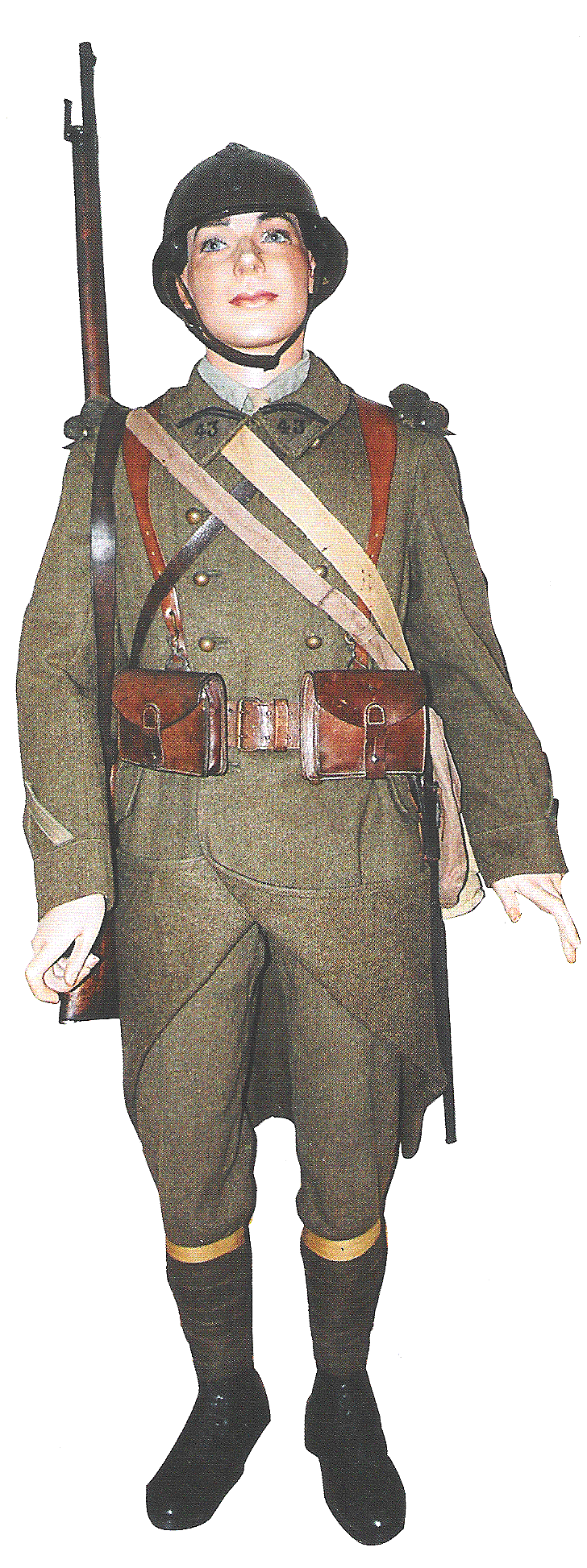
Uniforme de l'armée française, fantassin du d'infanterie de 1940 à Dunkerque au musée consacré à l'opération Dynamo et à la défense.

##### Corps de cavalerie (général de corps d'arméePrioux)
2e division légère mécanique (2e DLM) (général de brigade Bougrain)
Chars
3e Brigade Légère Mécanique
13e Régiment de Dragons
29e Régiment de Dragons
4e Brigade Légère Mécanique
1er Régiment de Dragons Portés
Cavalerie (régiment de découverte) :
8e Régiment de Cuirassiers
Artillerie :
71e Régiment d'Artillerie Tractée Tous-Terrains
3e division légère mécanique (3ème DLM) (général de division Langlois)
Chars
5e Brigade Légère Mécanique
1er Régiment de Cuirassiers
2e Régiment de Cuirassiers
6e Brigade Légère Mécanique
11e Régiment de Dragons Portés
Cavalerie (Régiment de découverte)
12e Régiment de Cuirassiers (12e RC - Colonel LEYER)
Artillerie
76e Régiment d'Artillerie Tractée Tous-Terrains

#### 2earmée(généralHuntziger)
- 10e corps d'armée

- 18e corps d'armée

#### 7earmée(généralGiraud)

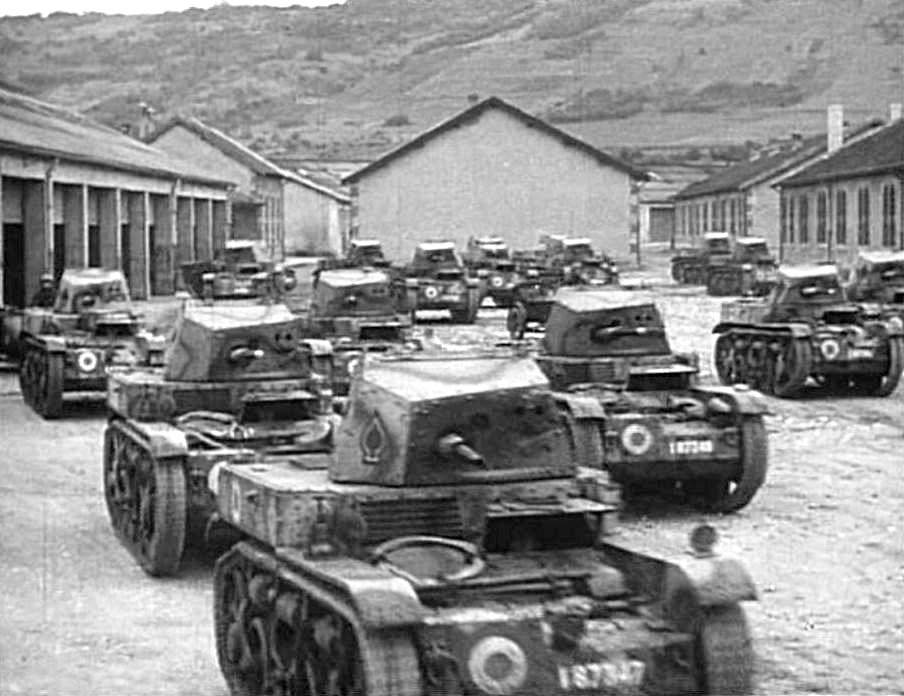
Un groupe d'AMR 35 armées d'une mitrailleuse de 13.2 mm du 4e régiment de dragons portés de la 1re division légère mécanique. Le véhicule de devant, no 87347, est le deuxième produit et montre les grandes rosettes typiques de cette unité à partir de 1938.

Divisions organiques
- 4e division d'infanterie (général de division Musse, division de réserve série A type nord-est)
- 21e division d'infanterie (général de brigade Lanquetot, division d'active type nord-est)
- 60e division d'infanterie (général de brigade Deslaurens, division de réserve série B type nord-est)
- 1re division légère mécanique (général de brigade Picard, division d'active)
- Secteur fortifié des Flandres

Corps d'armée organiques
- 1er corps d'armée (général de division Sciard)
  - 25e division d'infanterie motorisée (général Molinié, division d'active type nord-est motorisée)

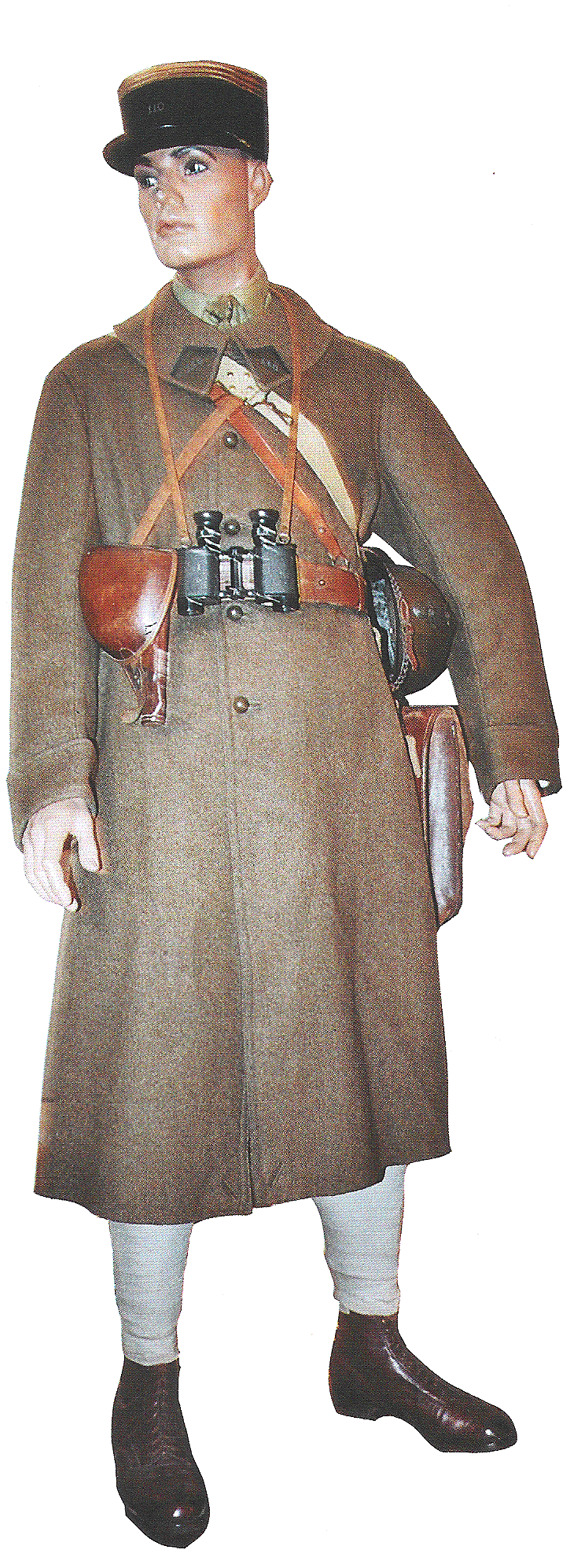
Uniforme de l'armée française, officier du d'infanterie de 1940 à Dunkerque au musée consacré à l'opération Dynamo et à la défense.

- 16e corps d'armée (général de division Fagalde)
  - 9e division d'infanterie motorisée (général de division Didelet, division d'active type nord-est motorisée)

#### 9earmée(généralCorap)
- Groupe de bataillons de chars 518
  - 6e bataillon de chars de combat (Renault R-35)
  - 32e bataillon de chars de combat (Renault R-35)
  - 33e bataillon de chars de combat (Renault FT)
- 1re division légère de cavalerie
- 4e division légère de cavalerie
- 3e brigade de spahis
- 4e division d'infanterie nord-africaine
- 53e division d'infanterie
- 2e corps d'armée (général Bouffet)
  - 5e division d'infanterie motorisée
- 11e corps d'armée
  - 18e division d'infanterie
  - 22e division d'infanterie
- 41e corps d'armée de forteresse
  - 61e division d'infanterie
  - 102e division d'infanterie de forteresse (secteur défensif des Ardennes)

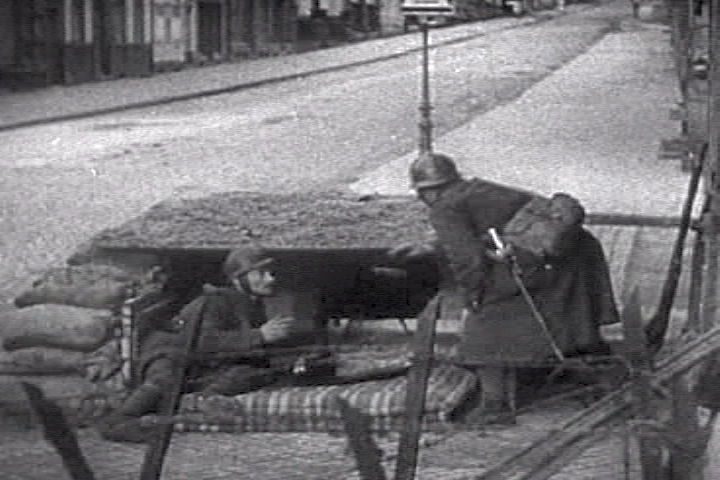
Barricade à Forbach.

### Groupe d'armées 2 (général Prételat)
- 4e division d'infanterie coloniale
- 87e division d'infanterie d'Afrique

#### 3earmée(généralCondé)
- Groupe de bataillons de chars 511 (lieutenant-colonel Wolf)
  - 5e bataillon de chars de combat (Renault R-35)
  - 12e bataillon de chars de combat (Renault R-35)
- Groupe de bataillons de chars 513
  - 29e bataillon de chars de combat (Renault FT)
  - 51e bataillon de chars de combat (char 2C)
- Groupe de bataillons de chars 520 (lieutenant-colonel Salce)
  - 23e bataillon de chars de combat (Renault R-35)
  - 30e bataillon de chars de combat (Renault FT)
- Groupe de bataillons de chars 532 (lieutenant-colonel Girard)
  - 43e bataillon de chars de combat (Renault R-35)
- 3e division légère de cavalerie (général de division Petiet)
- 1re brigade de spahis (colonel Jouffrault)
- 6e division d'infanterie (général Auguste Eugène Lucien)
- 7e division d'infanterie
- 8e division d'infanterie
- 6e division d'infanterie coloniale
- 6e division d'infanterie nord-africaine
- Corps d'armée colonial (général de division Freydenberg)
  - 2e division d'infanterie
  - 51th Highland Division (général de division V.M. Fortune)

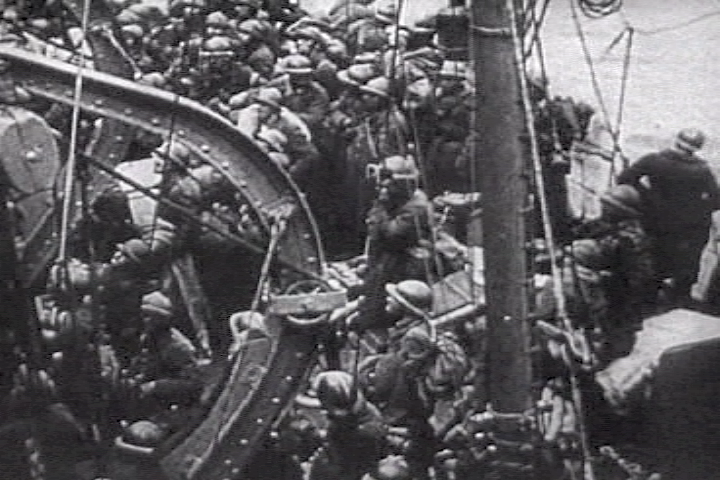
Embarquement de soldats français pris au piège de Dunkerque sur un navire britannique.

  - 56e division d'infanterie
  - Secteur fortifié de Thionville
- 6e corps d'armée
  - 26e division d'infanterie
  - 42e division d'infanterie
  - Secteur fortifié de Boulay
- 24e corps d'armée
  - 51e division d'infanterie
- 42e corps d'armée de forteresse
  - 20e division d'infanterie
  - 58e division d'infanterie

#### 4earmée(généralRéquin)
- Groupe de bataillons de chars 502
  - 20e bataillon de chars de combat (Renault R-35)
  - 24e bataillon de chars de combat (Renault R-35)
- Groupe de bataillons de chars 504
  - 10e bataillon de chars de combat (Renault R-35)
  - 343e compagnie autonome de char
  - 344e compagnie autonome de char
- 1re division d'infanterie polonaise (colonel Duch)
- 45e division d'infanterie
- 9e corps d'armée
  - 11e division d'infanterie
  - 47e division d'infanterie
- 20e corps d'armée
  - 52e division d'infanterie
  - 82e division d'infanterie d'Afrique
- 404e régiment de pionniers

#### 5earmée(généralBourret)
- Groupe de bataillons de chars 501
  - 1er bataillon de chars de combat (Renault R-35)
  - 2e bataillon de chars de combat (Renault R-35)
  - 31e bataillon de chars de combat (Renault FT)
- Groupe de bataillons de chars 508
  - 21e bataillon de chars de combat (Renault R-35)
  - 34e bataillon de chars de combat (Renault R-35)
- Groupe de bataillons de chars 517
  - 19e bataillon de chars de combat (char D2)
- 8e corps d'armée
  - 24e division d'infanterie
  - 31e division d'infanterie
  - Secteur fortifié de Rohrbach
- 12e corps d'armée
  - 16e division d'infanterie
  - 70e division d'infanterie
- 17e corps d'armée
  - 62e division d'infanterie
  - 103e division d'infanterie de forteresse (secteur fortifié du Bas-Rhin)
- 43e corps d'armée de forteresse
  - 30e division d'infanterie alpine

### Groupe d'armées 3(général Besson)

#### 6earmée(généralTouchon)
- 45e corps d'armée de forteresse (général Daille)
  - 57e division d'infanterie
  - 63e division d'infanterie
  - Secteur fortifié du Jura Central

#### 8earmée(généralGarchery)
- Groupe de bataillons de chars 506
  - 16e bataillon de chars de combat (Renault R-35)
  - 36e bataillon de chars de combat (Renault FT)
- Groupe de bataillons de chars 516
  - 17e bataillon de chars de combat (Renault R-35)
  - 18e bataillon de chars de combat (Renault FT)
- 7e corps d'armée
  - 13e division d'infanterie
  - 27e division d'infanterie
  - 2e brigade de Spahis
- 13e corps d'armée
  - 54e division d'infanterie
  - 104e division d'infanterie de forteresse (secteur fortifié de Colmar)
  - 105e division d'infanterie de forteresse (secteur fortifié de Mulhouse)

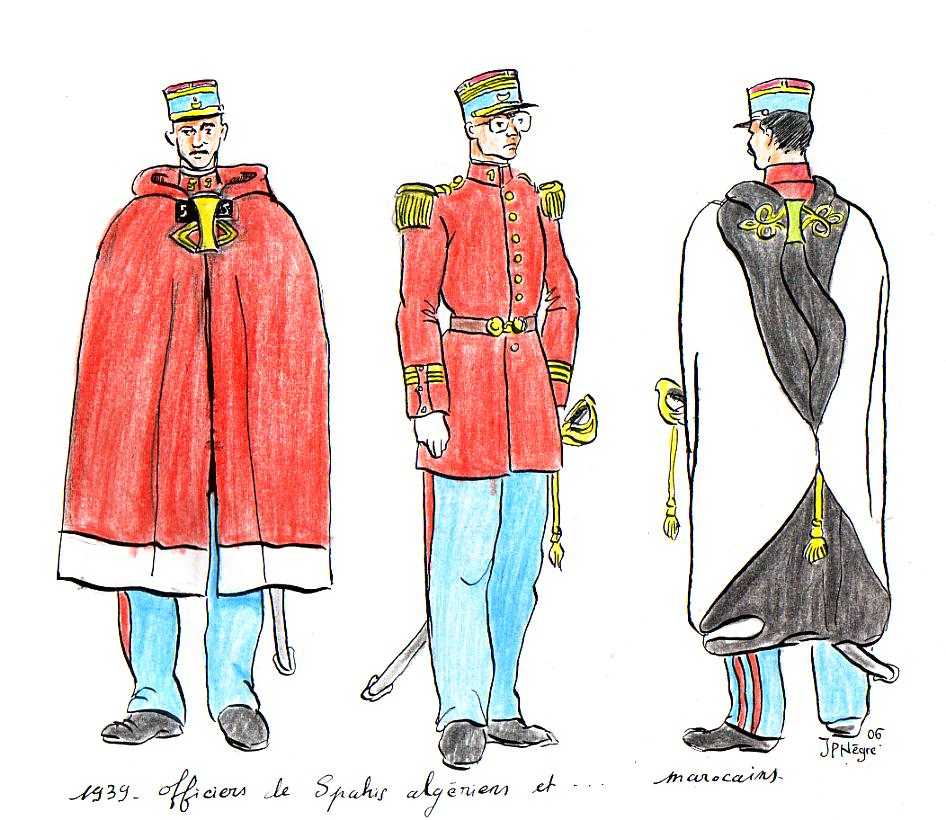
Uniforme d'officier de spahis en 1939.

- 44e corps d'armée de forteresse
  - 67e division d'infanterie
  - Secteur fortifié d'Altkirch
  - Secteur fortifié de Montbéliard
  - 159e régiment d'artillerie de position
  - Défense de Belfort

## Théâtre d'opérations du sud-est ou des Alpes (généralOlry)

### Armée des Alpes
- Groupe de bataillons de chars 514
  - Bataillon de chars des troupes coloniales (Renault FT)
- 8e division d'infanterie coloniale
- 14e corps d'armée
  - 64e division d'infanterie alpine
  - 66e division d'infanterie alpine
  - Secteur défensif du Rhône
  - Secteur fortifié de la Savoie
  - Secteur fortifié du Dauphiné
- 15e corps d'armée
  - 2e division d'infanterie coloniale
  - 65e division d'infanterie alpine
  - Secteur fortifié des Alpes-Maritimes

## Corps expéditionnaire français en Scandinavie(généralAudet)
- Brigade autonome de chasseurs de Podhale (Pologne)
- 13e demi-brigade de marche de la Légion étrangère
- 1re division légère de chasseurs
- 2e division légère de chasseurs
- 3e division légère d'infanterie

## Théâtre d'opérations d'Afrique du Nord(généralNoguès)

### XIXerégion militaire
- 85e division d'infanterie d'Afrique
- 181e division d'infanterie d'Afrique
- 182e division d'infanterie d'Afrique
- Front Est saharien
- 61e bataillon de chars de combat
- 2e régiment de chasseurs d’Afrique

### Troupes du Maroc
- 3e division marocaine
- 5e brigade de chasseurs d'Afrique
- groupe de bataillon de chars 522

### Commandement supérieur des troupes de Tunisie
- 81e division d'infanterie d'Afrique
- 84e division d'infanterie d'Afrique
- 88e division d'infanterie d'Afrique
- 1er régiment étranger de cavalerie
- Front sud tunisien
  - 81e division d'infanterie d'Afrique
  - 180e division d'infanterie d'Afrique
  - 6e division légère de cavalerie
  - 4e brigade de chasseurs d'Afrique
  - 3e régiment de chasseurs d'Afrique
  - Région fortifiée Sud-tunisien

## Théâtre d'opérations de la Méditerranée orientale (généralWeygand)

### Groupe des forces mobiles duLevant
- 86e division d'infanterie nord-africaine
- 191e division d'infanterie
- 192e division d'infanterie
- Brigade indépendante de chasseurs des Carpates, général Stanisław Kopański (Pologne)

## Troupes présentes dans l'Empire
- Afrique-Occidentale française[5] (122 000 combattants en mai 1940[6])
  - Régiment mixte d'infanterie coloniale de l'AOF
  - 1er régiment de tirailleurs sénégalais
  - 2e régiment de tirailleurs sénégalais
  - 7e régiment de tirailleurs sénégalais
  - 6e régiment d'artillerie coloniale
  - Bataillons de tirailleurs sénégalais de 1 à 10[6]
- Afrique-Équatoriale française[5] (15 000 combattants en mai 1940[6])
  - Bataillon de tirailleurs du Moyen-Congo
  - Bataillon de tirailleurs sénégalais du Gabon
  - Régiment de tirailleurs sénégalais du Tchad
  - Bataillon de tirailleurs sénégalais de l'Oubangui-Chari
- Colonie de Madagascar[5] (34 000 combattants en mai 1940[6])
  - 1er régiment mixte malgache
  - 2e régiment mixte malgache
  - Régiment de tirailleurs malgaches (ex-bataillon)[6]
- Côte française des Somalis (7 900 combattants en mai 1940[6])
  - Régiment de tirailleurs sénégalais de la Côte française des Somalis
  - Régiment d'artillerie coloniale de la Côte française des Somalis
- Indochine (88 000 combattants en mai 1940[6])
  - Division du Tonkin
  - Division de Cochinchine-Cambodge
  - Brigade d'Annam

## Manque de réserves stratégiques
Au 10 mai 1940, les réserves stratégiques sont de 22 divisions sur les 94 divisions françaises et les 10 divisions du Corps expéditionnaire britannique en France métropolitaine soit 21 % du total. Mais sur ces 22 divisions, théoriquement, six constituent le « lot belge » et ne sont pas des réserves puisqu’elles doivent être envoyées en Belgique dès le premier jour de l’attaque allemande contre ce pays ; 5 constituent le « lot suisse » vers Vesoul-Belfort pour parer à une hypothétique attaque contre la Suisse ; 3 constituent le « lot alpin » au sud de Chaumont (menace italienne). Restent 8 divisions (6 DI et 2 DCR) réellement disponibles. Si on y ajoute le lot alpin, cela fait 11 divisions, soit 10 % c’est-à-dire alors que la norme veut que l’on ait de 25 à 33 % de ses effectifs totaux en réserve stratégique (les réserves allemandes sont de 42 divisions sur 117 à la même date). Le général Gamelin qui perçut le problème d'avoir trop de divisions derrière la ligne Maginot n'a pas pu imposer son allégement. Notons qu'au jour du déclenchement de l'offensive allemande, l’armée française comptait 15 % de permissionnaires.

## Types de grandes unités dans l'armée française de 1940

### Les divisions d'infanterie

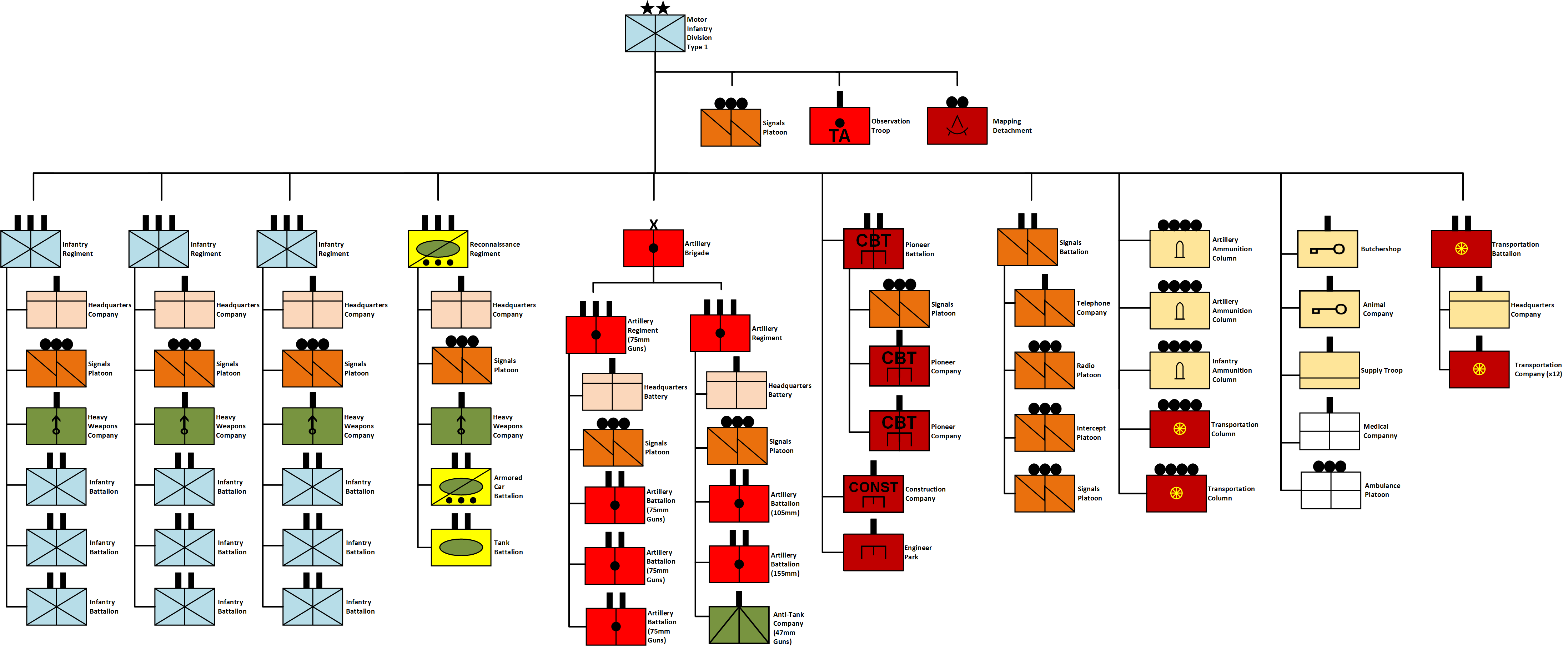
Organigramme en anglais d'une division d'infanterie motorisée française en mai 1940.

Les divisions d'infanterie sont les unités les plus répandues à l'époque, elles se répartissent en trois séries :
- d'active, qui existent en temps de paix ;
- de série A, créées à la mobilisation par dédoublement des unités d'active, elles comportent plus de 50 % de réservistes, l'encadrement et le matériel y sont à peu près équivalents à celui de ces dernières ;
- de série B, également dérivées des unités d'active, elles sont majoritairement (90 %) composées de réservistes, le matériel et les effectifs sont bien souvent incomplets. Lorsqu'elles reçoivent des matériels plus modernes, les réservistes n'ont jamais côtoyé de tels équipements lors de leurs classes[7].

Elles sont aussi réparties en types correspondant à une organisation et une dotation différentes. On trouve ainsi des :
- divisions d'infanterie de type Nord-Est motorisé (active) ;
- divisions d'infanterie de type Nord-Est (active - réserve A et B) ;
- divisions d'infanterie alpine, dit aussi type montagne ou Sud-Est, (active - réserve A et B) ;
- divisions d'infanterie de type Nord-Est à un régiment mixte d'artillerie divisionnaire (réserve B) ;
- divisions d'infanterie de forteresse.

Les divisions d'infanterie coloniale, les divisions d'infanterie d'Afrique, la division d'infanterie marocaine et les divisions d'infanterie nord-africaines destinées à servir en France sont formées sur les mêmes modèles.
Trois divisions légères, la 1re et la 2e de chasseurs et la 3e d'infanterie, sont également formées pour la Scandinavie.
Début mai 1940, 67 divisions d'infanterie dont 7 motorisées, 24 d’active, 20 de série A et 16 de série B sont aptes à faire campagne front Nord-Est ainsi que 16 divisions d'infanterie de forteresse[réf. souhaitée].

### Les divisions légères de cavalerie
Ce sont des divisions semi-motorisées, issues de deux réformes successives : la réforme de cavalerie de 1932 et la transformation, en janvier 1940, des divisions de cavalerie (DC) en divisions légères de cavalerie (DLC), allégées d'une partie de leurs effectifs pour former des unités supplémentaires ; le commandement voulait avoir des unités plus nombreuses et plus mobiles. Ces divisions étaient familièrement appelées « divisions essence-picotin », car elles combinaient deux brigades de cavalerie :
- une brigade à cheval (BC) composée de :
  - 2 régiments de cavalerie.
- une brigade motorisée (BLM) composée :
  - 1 bataillon de dragons portés ;
  - 1 régiment d'automitrailleuses (RAM).

Dans la pratique, cet assemblage se révèlera peu commode, les engins motorisés devant souvent attendre les chevaux, sous peine d'avoir à combattre seuls. Ces divisions sont dites légères, pour leur aptitude à passer plus rapidement de l'ordre de marche à l'ordre de bataille.
Les 1re, 2e, 3e, 4e et 5e divisions légères de cavalerie, ont toutes les cinq été créées par conversion des trois dernières divisions de cavalerie d'active, en février 1940.
La 6e DLC, elle, a été créée en Algérie par absorption de diverses unités stationnées en Afrique du Nord.
Les cinq premières seront en première ligne, lors de l'entrée en Luxembourg et en Belgique, cherchant à couvrir le terrain, pour permettre le déploiement de l'infanterie dans le cadre de la manœuvre Dyle.

### Les divisions légères mécaniques
Ce sont des améliorations des divisions de cavalerie d'active, en remplaçant les régiments à cheval par des unités d'automitrailleuses de combat, en pratique des chars de combat. Elles sont le plus proche équivalent français des Panzerdivisions allemandes, assez bien équilibrées, regroupant presque toutes les armes nécessaires à la guerre mécanisée. Avec 260 véhicules de combat en première ligne (sans compter les véhicules de commandement et de volant au nombre de 47 unités), elles souffrent d'être un peu moins puissantes et peu nombreuses.
Deux ont été formées avant la guerre :
la 1re à partir de l'ancienne 4e division de cavalerie en 1936 ;

la 2e à partir de la 5e division de cavalerie, en 1937.
Une troisième a été créée en février 1940.
Une quatrième est en cours de création en mai 1940, mais ses éléments seront vampirisés par la 4e division cuirassée.
Il en sera créé deux autres début juin au format allégé :
- la 4e créée à partir de la 1re division légère de cavalerie ;
- la 7e créée à partir de la 4e division légère de cavalerie.

Ce seront des unités et de renforts de circonstance issues d'unités éprouvé des écoles, sans réelle cohésion et qui seront envoyées au combat sans préparation.
La création de la « 8e division légère mécanique » à partir de la 5e division légère de cavalerie ne pourra pas être effectuée en raison de l'offensive allemande sur la Somme.
L'armistice du 22 juin 1940 ne permettra pas, non plus, la création des « 5e et 6e division légère mécanique » à partir des 2e et 3e divisions légère de cavalerie.

### Les divisions cuirassées
Pour un article plus général, voir Division cuirassée.
Ces nouvelles unités apparaissent le 16 janvier 1940, quand sont créées les 1re et 2e issues des 1re et 2e brigades cuirassées. 
La 3e suivra en mars, et enfin la 4e, le 15 mai. 
Ce sont des regroupements de bataillons de chars de combat destinés au départ au soutien d'infanterie, associés à un bataillon de chasseurs portés et un régiment d'artillerie tractée tout-terrain. Elles sont bien moins réussies que les divisions légères mécaniques, manquant d'infanterie d'accompagnement et d'unités de reconnaissance. 
Elles possèdent un atout, cependant, avec leurs 2 bataillons de chars de bataille B1 bis, qu'aucun panzer ne peut détruire directement. 
L'appellation de réserve que l'on lit souvent n'est pas juste. L'acronyme DCr se veut juste différent de DC ou division de cavalerie.

### Les groupes de reconnaissance
Les groupes de reconnaissance sont des petites unités de cavalerie, motorisées ou non, qui sont formées à la mobilisation pour fournir des unités de reconnaissance aux grandes unités, on en trouve six types :
1. groupe de reconnaissance de corps d'armée de type motorisé (trois escadrons de fusiliers motocyclistes et un de mitrailleuses et de canon motorisé) ;
2. groupe de reconnaissance de corps d'armée de type normal (deux escadrons à cheval, un de fusiliers motocyclistes et un de mitrailleuses et de canon motorisé) ;
3. groupe de reconnaissance de division d'infanterie de type motorisé avec automitrailleuses (un escadron de 20 AMRl, un de fusiliers motocyclistes et un de mitrailleuses et de canon motorisé) ;
4. groupe de reconnaissance de division d'infanterie de type motorisé (deux escadrons de fusiliers motocyclistes et un de mitrailleuses et de canon motorisé) ;
5. groupe de reconnaissance de division d'infanterie de type normal (un escadron à cheval, un de fusiliers motocyclistes et un de mitrailleuses et de canon motorisé) ;
6. groupe de reconnaissance de division d'infanterie de type outre-mer (deux escadrons à cheval et un de mitrailleuses et de canon hippomobile).

## Équipement de l'armée française

### Abréviations
- BCC : bataillon de chars de combat
- BCTC : bataillon de chars des troupes coloniales
- CACC : compagnie autonome de chars de combat
- CEFS : corps expéditionnaire français de Scandinavie
- cie : compagnie
- CPTICC : centre pratique de tir et d'instruction des chars de combat
- DCr : division cuirassée
- DLC : division légère de cavalerie
- ECC : école des chars de combat
- ERGM : entrepôt de réserve général du matériel
- GBC : groupe de bataillon de char
- GRDI : groupe de reconnaissance de division d'infanterie
- PEB : parc d'engins blindés
- RAM : régiment d'automitrailleuses

### Mobilité

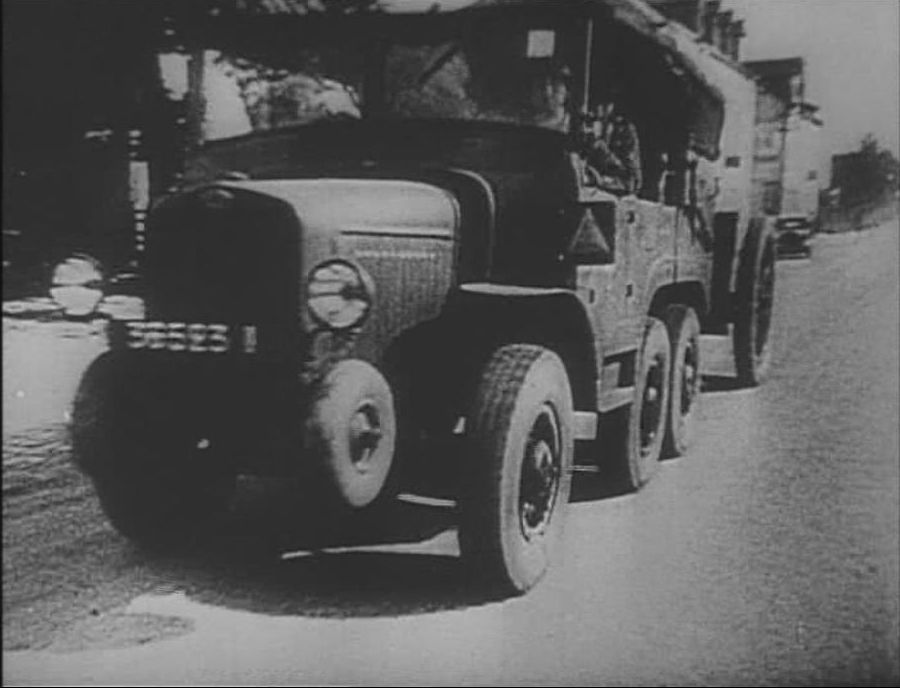
Tracteur d'artillerie français Laffly S15T tractant un canon de 75 mm en mai 1940.

Le décompte des dotations en véhicules automobiles prévues pour l’Armée de Terre se monte à 300 000, plus de 400 000 si l’on ajoute les besoins des forces aériennes. L’armée du temps de paix ne possédant que 10 % de ces dotations, il est fait massivement appel à la réquisition des véhicules civils.
45 000 voitures particulières (3 % du parc national de 1,7 million) sont réquisitionnées.
Pour les camions et camionnettes, 225 000 véhicules de plus de 0,8 tonne (sur 450 000 disponible en France) dont 123 000 camions militaires et civils furent réquisitionnés ainsi qu'environ la moitié autobus et 400 000 chevaux. Un déficit initial de 20 % demeure irréductible.

### Chars de combat et autres blindés
On comptait 3 378 chars dans ses rangs :
- Renault R35 : 893 dans les 1er, 2e, 3e, 5e, 6e, 9e, 10e, 12e, 16e, 17e, 20e, 21e, 23e, 24e, 32e, 34e, 35e, 39e, 43e BCC, tous non endivisionnés[11].
  - Plus 30 en Afrique du Nord (62e BCC) et 95 au Levant (63e et 68e BCC)[11].
  - Environ 200 en réserve (ou à l'instruction)[11]
  - Sont ensuite formés : 40e, 44e et 48e BCC (mi-mai)[11]
- Renault R40 (180 mis en service à partir de mai 1940)[11]
- Hotchkiss H35
  - Infanterie : 98
    - 90 affectés aux 13e et 38e BCC, non endivisionnés[11]
    - 8 en réserve ou à l'instruction[11]

  - Cavalerie : 450
    - 32 dans les 1er, 2e et 3e régiments d'automitrailleuses[12]
    - 211 dans les divisions légères mécaniques[12]
    - 17 ou 27 en réserve[12]

- Hotchkiss H39
  - Infanterie : 270
    - 255 affectés au sein des divisions cuirassées dans les 14e, 25e, 26e, 27e, 42e et 45e BCC[11].
    - 15 à la 342e CACC du corps expéditionnaire en Scandinavie[11]
    - Environ 60 en réserve[11]
    - Deux compagnies (1/42e BCC et 351e CACC) formées mi-mai 1940, à partir des chars sortis d'usine[11].

  - Cavalerie : 450
    - 48 dans les 4e et 5e régiments d'automitrailleuses[12]
    - 140 dans les divisions légères mécaniques[12]
    - 30 dans les groupes de reconnaissance[12]
    - 16 au Maroc (1er RCA)[12]
    - 50 en réserve[12]

- Renault D2 : 100 chars livrés
  - 44 au 19e BCC[11]
  - 14 à la 345e CACC pour le corps expéditionnaire en Scandinavie[11].
  - 42 en réserve ou à l'instruction[11]
  - Deux compagnies sont formées (346e CACC à 10 chars et 350e CACC à 12 chars) en mai et juin 1940 à partir des chars déjà produits[11].

- FCM 36 : 100
  - 90 exemplaires au 4e et 7e BCC[11]
  - 10 en réserve[11]
- FCM 2C : 7 exemplaires au 51e BCC et 1 en réserve[11]
- Renault FT : environ 1 500 armés et 1 235 sans armement
  - 504 exemplaires dans les 11e, 18e, 29e, 30e, 31e, 33e, 36e BCC et le bataillon de chars des troupes coloniales[11]
  - 105 chars en Afrique du Nord (64e, 66e et 62e BCC)[11]
  - 80 en Chine, Indochine et Madagascar[11]
  - 184 à 200 attachés aux régiments régionaux[13]
  - 20 sections de 3 chars en défense des villes outre-mer[13]
  - environ 800 chars armés en réserve
  - De plus, seront créés, dès mai, 115 sections de 5 chars chacune pour garder les aérodromes[13].

- Chars B
  - 34 exemplaires de B1 en réserve et 369 exemplaires de B1bis
- Somua S-35 dans un musée.SOMUA S35 : 400[12]
  - 288 dans les DLM[12]
  - 112 en réserve[12]
- Renault D1 :

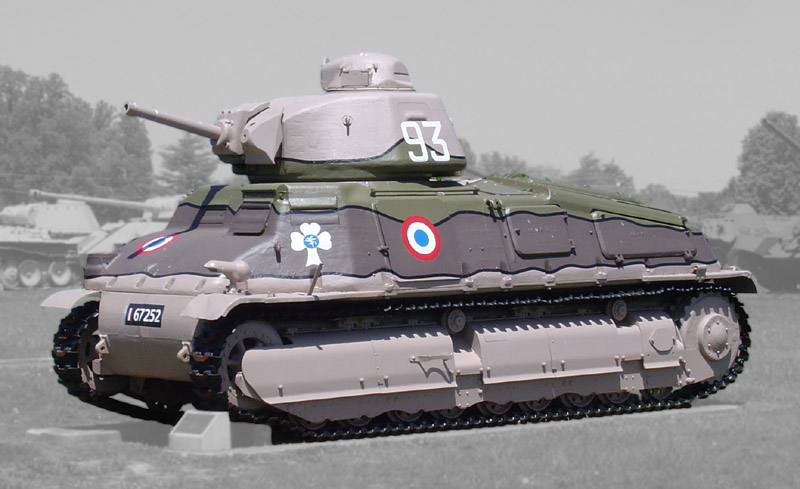
Somua S-35 dans un musée.

  - 135 au sein des 61e, 65e et 67e BCC, stationnés en Tunisie, le 67e viendra combattre en France pendant le mois de juin.
  - 25 en réserve en métropole et en Tunisie
- Renault AMR 33 : 120
  - 91 dans les DLC[12]
  - 29 en réserve[12]
- Renault AMR 35 : 242
  - 132 au 4e et 1er RDP[12]
  - 22 à la 1re DLC[12]
  - 13 en réserve[12]
  - 20 modèles antichars dans les groupes de reconnaissance[12]
  - 55 AMR 35 ZT4 destinées à partir aux colonies[12]
- Panhard AMD 35
  - 144 dans les division légères mécaniques[12]
  - 80 dans les divisions légères de cavalerie[12]
  - 112 dans les groupes de reconnaissance[12]
  - 13 au 21e escadron d'automitrailleuses du corps expéditionnaire en Scandinavie[12]
  - 25 en réserve[12]
- AMR Schneider P16
  - 54 dans les groupes de reconnaissance[12]
  - 14 en Tunisie au 2e RCA porté[12]
  - 38 en réserve[12]
- Laffly 80 AM 27 en Afrique française du Nord
- Laffly S15 TOE 25
- Renault AMC 35 : 47 en réserve
- AMC 34 12
- Lorraine 37L 432 au 26 mai 1940
- Lorraine 38L 150 en juin

### Artillerie

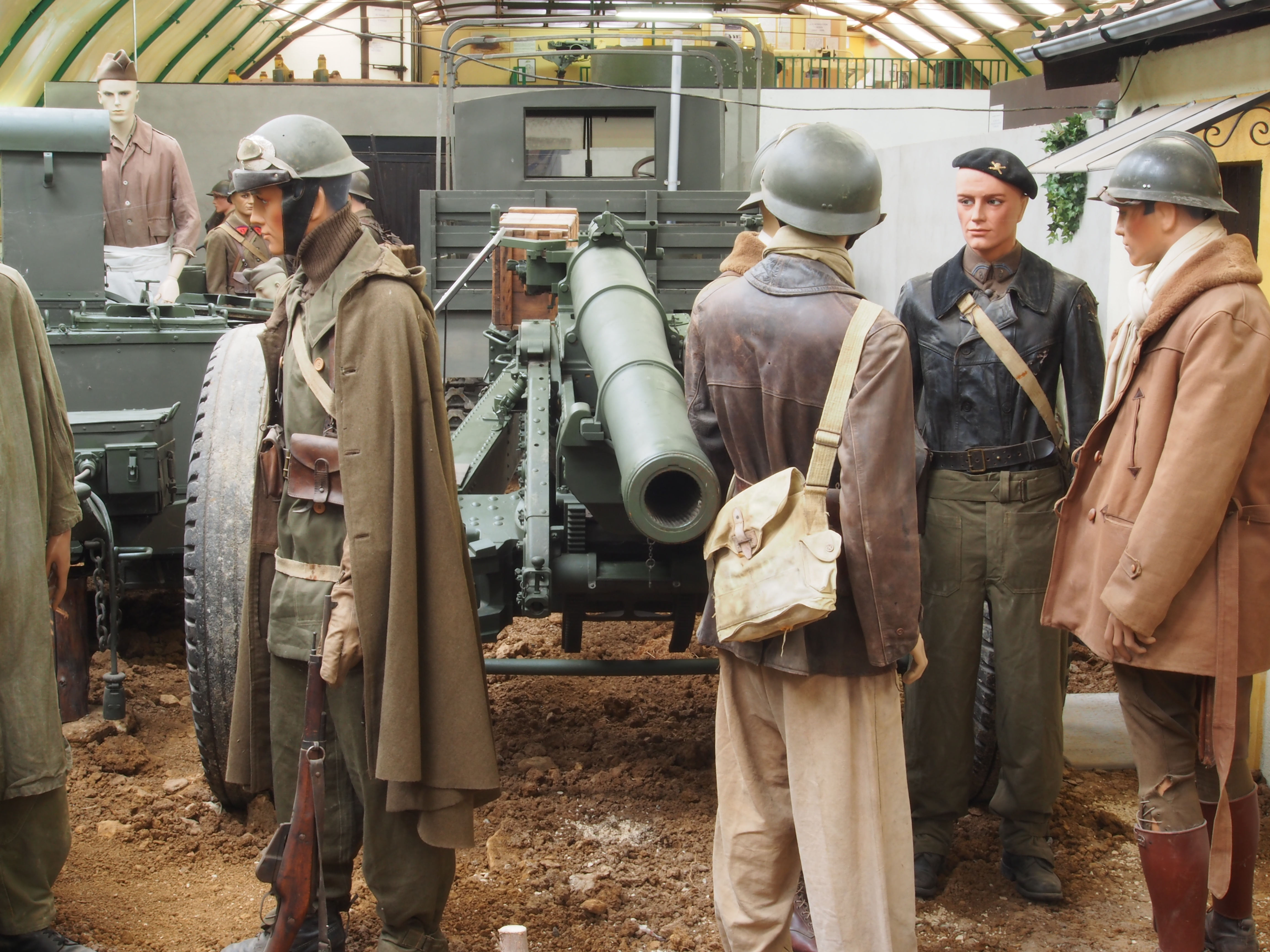
Mannequins portant des tenues des RAP autour d'un canon de 105 mm Schneider sur affût pneumatique modèle 1936 (musée de Fermont).

L'artillerie française était en meilleure posture qu'en 1914 avec un assez bon parc de matériel de tous calibres. Cependant, une bonne moitié est à traction hippomobile, comme pour l'artillerie allemande, et la conception de la grande majorité de ses matériels datait de la précédente guerre ; par ailleurs, elle manquait cruellement de canons antiaériens. Plus de 1 400 pièces étaient affectées aux régiments d'artillerie de position défendant entre autres la ligne Maginot.
Le canon de campagne de base est alors le canon de 75 mm modèle 1897, en service en 4 500 exemplaires[réf. souhaitée] dans les régiments d'artillerie divisionnaire (1 à 90). L'artillerie lourde divisionnaire (série 201 à 299) a pour principal armement le canon de 155 mm court modèle 1917 Schneider (ainsi que quelques modèle 1915 Schneider). Dans certains groupes d'artillerie, les 155 C sont remplacés par des canons de 105 mm court modèle 1934 Schneider et modèle 1935 Bourges,.

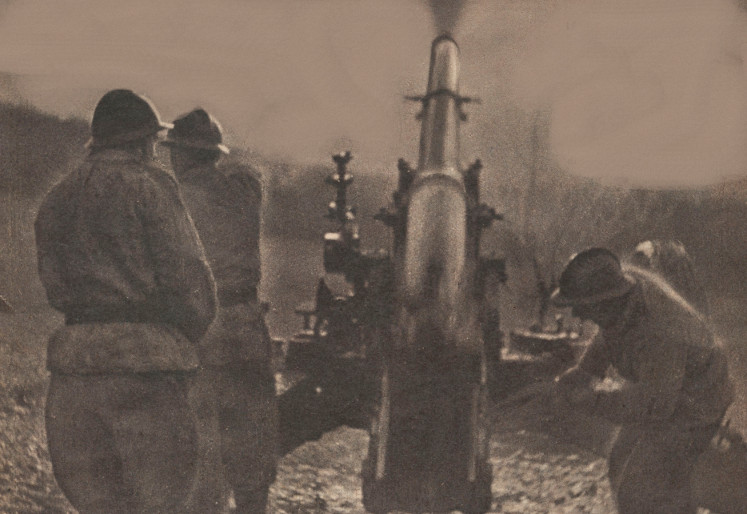
Artilleurs français servant un canon de 105 long modèle 1936 Schneider fin 1939.

L'artillerie lourde de corps d'armée (série 100 à 130) et celle de réserve générale (série 140) sont équipées de canons de 105 mm long modèle 1913 Schneider, de canons de 155 mm long modèle 1917 Schneider et modèle 1918 Schneider. L'artillerie automobile de corps d'armée (série 100 à 130) est équipée de canons de 105 mm modèle 1913 mais aussi canons de 105 mm long modèle 1936 Schneider et de canons de 155 mm GPF. Certains de ces canons sont améliorés avec un nouvel affût à six roues et désignés GPF-T, pour Touzard. L'artillerie à grande puissance de réserve générale (série 170) est équipée de mortiers de 280 mm modèle 1914 et de canons de 220 mm long modèle 1916 (en). L'artillerie lourde à tracteurs de réserve générale (série 180 - 190) est équipée de canons de 155 mm GPF, de canons de 145 mm long modèle 1916 Saint-Chamond (en), de canons de 155 mm long modèle 1916 Saint-Chamond (en), de canons de 220 mm court modèle 1916 (en) et enfin de canons de 194 mm GPF (en) et mortiers de 280 mm modèle 1914 (en) sur affûts automoteurs à chenilles.
Les régiments d'artillerie portée ou tractée tout-terrain de réserve générale (série 300 à 369) sont équipés de 75 mm modèle 1897 portées, tractés sur trains rouleurs ou tractés tous-terrains (TTT), de 105 mm long modèle 1913 portés, de 155 mm court modèle 1917 portés et de 105 mm court modèle 1934 ou 1935 TTT. Enfin, le 391e régiment d'artillerie de tranchée est équipé de mortiers de 150 mm T modèle 1917.
La ligne Maginot est renforcée par les régiments d'artillerie mobile de forteresse, équipés de 75 mm modèle 1897 TTT et 155 mm court modèle 1917 TTT, et par les régiments d'artillerie de position, équipés de divers matériels. L'artillerie de montagne est équipée de canons de 65 mm de montagne modèle 1906, de 75 mm de montagne modèle 1919 Schneider ou modèle 1928 (en) et de 105 mm de montagne modèle 1909 (en) et modèle 1919 Schneider (en).
L'artillerie lourde sur voie ferrée est équipée des matériels suivants, :
- 164 modèle 1893-96 TAZ (en)
- 194 modèle 1870-93 TAZ (en)
- 240 modèle 1884 TAZ
- 240 modèle 1917 TAZ
- 240 modèle 93/96 TAZ (en)
- 274 modèle 1917 à glissement (en)
- 293 modèle 1914
- 305 modèle 1906-10 à glissement (en)
- 320 modèle 1870-30 à glissement (en)
- 320 (ex-305) modèle 1917 à glissement (en)
- 340 modèle 1893 à glissement (en)
- 340 modèle 1912 à glissement (en)
- 340 modèle 1912 à berceau (en)
- 370 modèle 1915 (en)
- 400 modèle 1915/1916
- 520 modèle 1916

Les batteries antichars appartenant à l'artillerie sont équipées du canon de 47 mm modèle 1937 APX, remplacé par des 75 mm modèle 1897 dans certaines unités de réserve. Le Laffly W15 TCC entre en service en 1940.

### Armement des fantassins

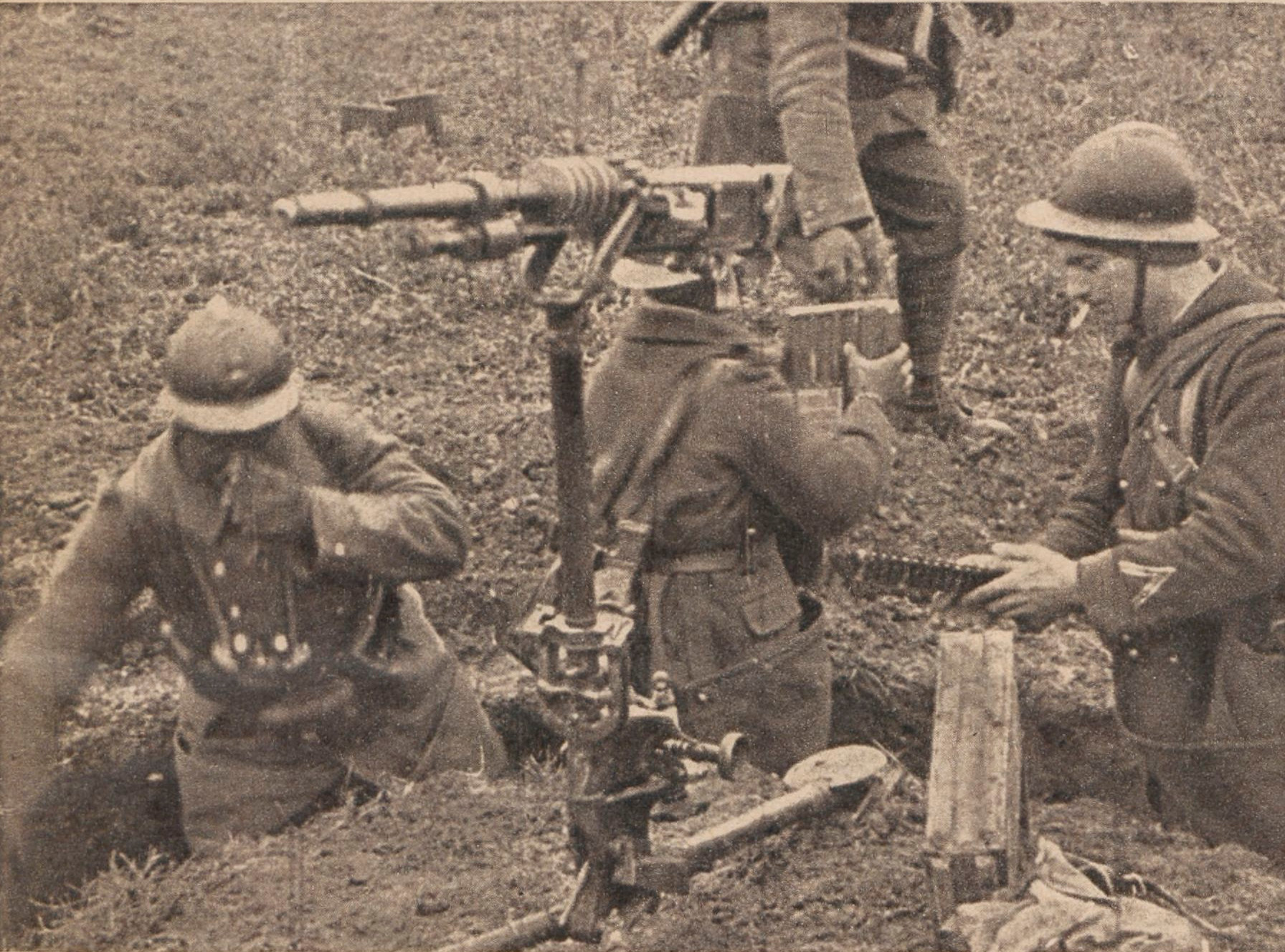
Mitrailleuse Hotchkiss 1914 servie par des tirailleurs sénégalais et des marsouins, fin 1939.

La mitrailleuse de l'infanterie française est la mitrailleuse Hotchkiss modèle 1914, en calibre 8 mm (8x50R). Les groupes de combat sont équipés du fusil-mitrailleur MAC modèle 1924/29, en calibre 7,5 mm (7,5x54).
Le fusil standard de l'infanterie et de la cavalerie portée est le Berthier modèle 1907/15, modèle 1907/15 modifié 1916, en 8x50R, et modèle 1907/15 modifié 1934 en 7,5x54. Les unités plus modernes sont équipés du fusil MAS 36 en 7,5x54.
Les artilleurs, cavaliers et servants de mitrailleuses sont équipés de mousquetons Berthier modèle 1892, modèle 1892 modifié 1916, en 8x50R, et modèle 1892 modifié 1934 en 7,5x54.
Les unités de seconde ligne sont équipées de mitrailleuses Saint-Étienne modèle 1907, de fusils-mitrailleurs Chauchat modèle 1915, de fusils Lebel modèle 1883 modifié 1893 et de fusils Lebel 1886 modifié 1935 voire de fusils Gras modèle 1874 modifié 1914, toutes ces armes en 8x50R.
Les pistolets mitrailleurs sont rares. Le MAS 38, en 7,65 mm (7,65x20), est produit en petites quantités, renforcées par des pistolets mitrailleurs ERMA EMP-35 saisis aux républicains espagnols et des M1928 Thompson.
Les armes de poing sont des pistolets automatiques modèle 1935S et modèle 1935A, en 7,65x20, des revolvers modèle 1892, en calibre 8 mm (8x27R), et des Ruby et Star en calibre 7,65 mm (7,65x17).
Les véhicules sont équipés de la mitrailleuse Reibel MAC 31 et 34, cal. 7,5 mm (7,5x54).
Au sein des unités de l'Armée de Terre, l'arme antiaérienne de base est la Saint-Étienne modèle 1907, la Hotchkiss modèle 1914, et le moderne canon de 20 mm CA modèle 1939, en service en seulement 283 exemplaires.
Les mortiers de 60 mm modèle 1935, de 81 mm modèle 1927/31 sont en service en soutien des fantassins, avec les canons de 37 mm modèle 1916.

### Uniformes
L'uniforme de campagne standard pour l'infanterie comprenait :
- le casque Adrian modèle 1926. La rondache et la couleur indiquaient le corps ou l'armée. On trouve encore en 1940 des casques modèle 1915 mais en petite quantité.
- en dehors du combat, le bonnet de police modèle 1918. Les troupes d'Afrique portaient la chéchia, tandis que les chasseurs et les troupes de forteresse portaient le béret.
- capote modèle 1920/1935 ou 1938 en drap kaki avec boutons peints en kaki mat.
- vareuse modèle 1920/35 ou 1938 en drap kaki (bleu pour les chasseurs).
- chemise modèle 1935 en toile kaki (les teintes peuvent varier, du vert au jaune) ou bleu foncé pour les chasseurs ; cravate "régate" modèle 1935 en toile kaki ou noir pour les chasseurs.
- bretelles de suspension modèle 1892/1914 en cuir fauve.
- ceinturon toutes armes modèle 1903/14 en cuir fauve.
- pantalon-culotte modèle 1922 en drap kaki (gris de fer foncé pour les chasseurs) ou pantalon-golf modèle 1938 en drap peigné de nuance kaki (gris de fer foncé pour les chasseurs).
- bandes molletières modèle 1918 en tissu kaki (gris de fer foncé pour les chasseurs) cintrées ou droites (les guêtres commencèrent à apparaître tardivement en 1940, et n'équipèrent donc quasiment pas l'infanterie française).
- brodequins modèle 1917 avec semelles à clous.